# Dungeon crawler

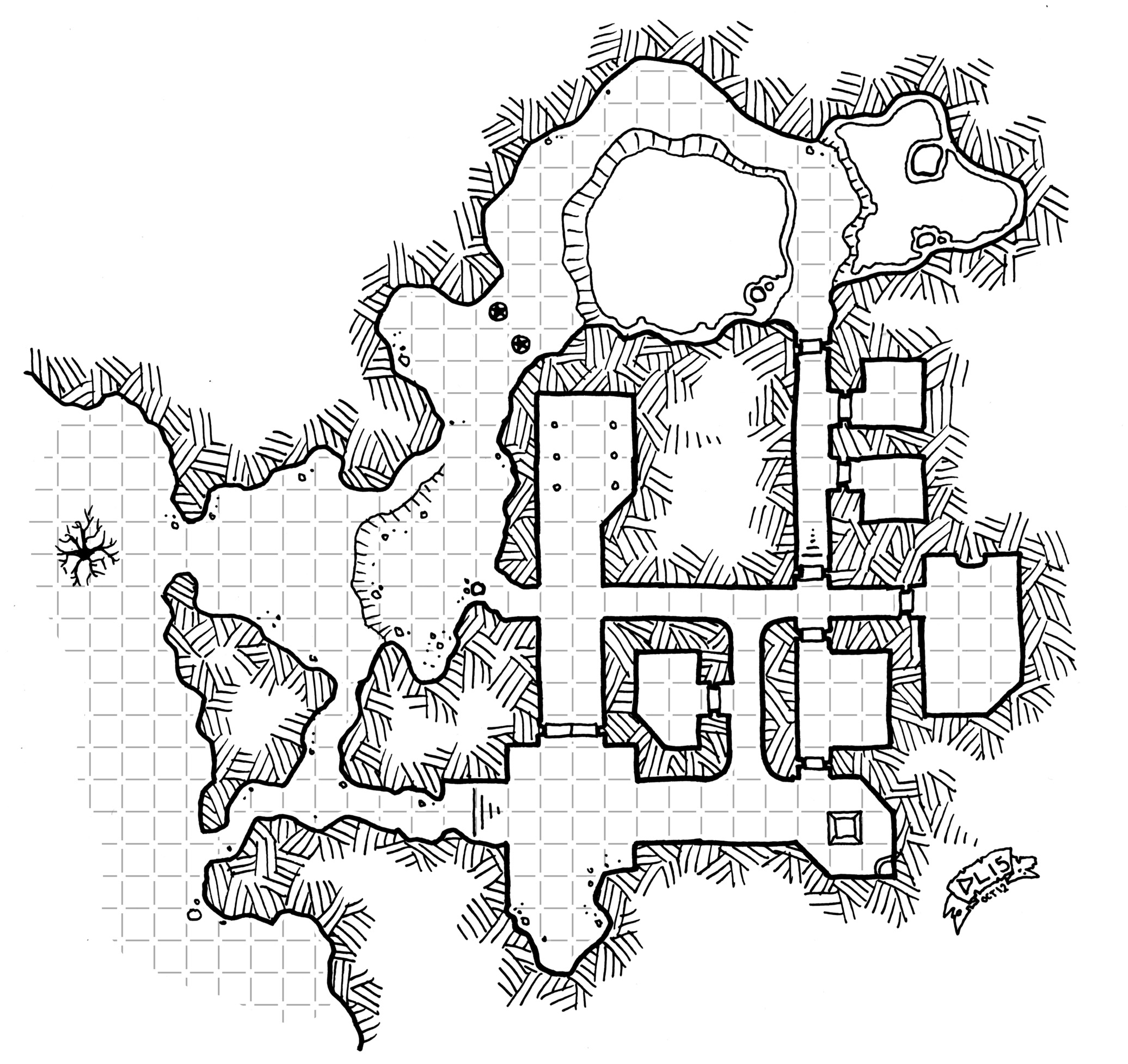
Een plattegrondkaart van een kerker.

Een dungeon crawler is een type computerrollenspel (RPG) waarin de held of meerdere helden een doolhofachtige omgeving moet doorlopen, met hierin verschillende monsters, valkuilen, schatkisten en puzzels.

## Beschrijving
De term wordt gebruikt voor computerspellen in het rollenspelgenre om grotten of labyrinten aan te duiden die gevuld zijn met monsters en schatten. Een kerker bestaat veelal uit kamers en gangen die met elkaar zijn verbonden, maar er kunnen ook geheime doorgangen of portalen aanwezig zijn.
Het eerste computerspel dat wordt gezien als dungeon crawler is pedit5 uit 1975. Andere populaire spellen uit de jaren 80 als voorloper van het spelgenre zijn Ultima, The Bard's Tale, Cosmic Soldier, Might and Magic, Phantasy Star en Gauntlet.

## Populaire spellen
Enkele populaire computerspellen in het spelgenre zijn onder meer:
- Anvil of Dawn (1995, MS-DOS)
- The Bard's Tale (1985, Apple II)
- Black Crypt (1992, Amiga)
- Darkest Dungeon (2016, Windows, OS X)
- Diablo-serie (1996)
- Dungeon Master (1987, Atari ST)
- Etrian Odyssey-serie (2007-heden)
- Eye of the Beholder (1991, MS-DOS)
- King's Field (1994, PlayStation)

- Lands of Lore (1993, MS-DOS)
- Megami Tensei (1987, NES)
- Might and Magic-serie (1987-2002)
- Minecraft: Dungeons (2020, Switch, PS4, Win)
- Mystery Dungeon-serie (1993-heden)
- Persona Q: Shadow of the Labyrinth (2014, 3DS)
- Shining in the Darkness (1991, Mega Drive)
- Shining the Holy Ark (1996, Saturn)
- Wizardry-serie (1981-2001)